# Lumberjacks Fiuggi
I Lumberjacks Fiuggi sono una squadra di football americano e di flag football di Fiuggi. Sono stati fondati nel 1993 e hanno chiuso nel 1999. Nel 2011 hanno riaperto come squadra di flag football. Hanno partecipato al primo livello del campionato italiano di football americano nel 1996.

## Dettaglio stagioni

### Tornei nazionali

#### Campionato

##### Golden League
| Stagione | regular season | regular season | regular season | regular season | regular season | regular season | playoff | playoff | playoff | playoff | playoff | playoff   | playoff    |
|          | Vin            | Par            | Per            | Tot            | PF             | PS             | Vin     | Per     | Tot     | PF      | PS      | risultato | avversaria |
| -------- | -------------- | -------------- | -------------- | -------------- | -------------- | -------------- | ------- | ------- | ------- | ------- | ------- | --------- | ---------- |
| 1996     | 1              | 0              | 11             | 12             | 120            | 389            | -       | -       | -       | -       | -       | -         | -          |
| Totale   | 1              | 0              | 11             | 12             | 120            | 389            | -       | -       | -       | -       | -       |           |            |

Fonte: Enciclopedia del Football - A cura di Roberto Mezzetti

##### Silver League
| Stagione | regular season | regular season | regular season | regular season | regular season | regular season | playoff | playoff | playoff | playoff | playoff | playoff                                            | playoff                      |
|          | Vin            | Par            | Per            | Tot            | PF             | PS             | Vin     | Per     | Tot     | PF      | PS      | risultato                                          | avversaria                   |
| -------- | -------------- | -------------- | -------------- | -------------- | -------------- | -------------- | ------- | ------- | ------- | ------- | ------- | -------------------------------------------------- | ---------------------------- |
| 1995     | 4              | 1              | 1              | 6              | 94             | 28             | 2       | 2       | 4       | 46      | 95      | Silverbowl (Silver) e Quarti di finale (Superbowl) | Aquile Ferrara/Frogs Legnano |
| 1997     | 5              | 1              | 2              | 8              | 140            | 71             | 1       | 1       | 2       | 46      | 27      | Silverbowl                                         | Nightmare Piacenza           |
| Totale   | 9              | 2              | 3              | 14             | 234            | 99             | 3       | 3       | 6       | 92      | 122     |                                                    |                              |

Fonte: Enciclopedia del Football - A cura di Roberto Mezzetti

##### Serie B
| Stagione | regular season | regular season | regular season | regular season | regular season | regular season | playoff | playoff | playoff | playoff | playoff | playoff    | playoff          |
|          | Vin            | Par            | Per            | Tot            | PF             | PS             | Vin     | Per     | Tot     | PF      | PS      | risultato  | avversaria       |
| -------- | -------------- | -------------- | -------------- | -------------- | -------------- | -------------- | ------- | ------- | ------- | ------- | ------- | ---------- | ---------------- |
| 1993     | 5              | 0              | 1              | 6              | 210            | 69             | 2       | 0       | 2       | 53      | 37      | Campioni   | Marlins Rimini   |
| 1994     | 6              | 1              | 0              | 7              | 271            | 101            | 1       | 1       | 2       | 29      | 42      | Semifinale | Skorpions Varese |
| Totale   | 11             | 1              | 1              | 13             | 481            | 170            | 3       | 1       | 4       | 82      | 79      |            |                  |

Fonte: Enciclopedia del Football - A cura di Roberto Mezzetti

#### Campionati giovanili

##### Under 21
| Stagione | regular season | regular season | regular season | regular season | regular season | regular season | playoff | playoff | playoff | playoff | playoff | playoff   | playoff    |
|          | Vin            | Par            | Per            | Tot            | PF             | PS             | Vin     | Per     | Tot     | PF      | PS      | risultato | avversaria |
| -------- | -------------- | -------------- | -------------- | -------------- | -------------- | -------------- | ------- | ------- | ------- | ------- | ------- | --------- | ---------- |
| 1998     | ?              | ?              | ?              | ?              | ?              | ?              | ?       | ?       | ?       | ?       | ?       | ?         | ?          |
| 1999     | 0              | 1              | 3              | 4              | 0              | 95             | -       | -       | -       | -       | -       | -         | -          |
| Totale   | 0+?            | 1+?            | 3+?            | 4+?            | 0+?            | 95+?           | ?       | ?       | ?       | ?       | ?       |           |            |

Fonte: Enciclopedia del Football - A cura di Roberto Mezzetti

##### Under 19
| Stagione | regular season | regular season | regular season | regular season | regular season | regular season | playoff | playoff | playoff | playoff | playoff | playoff   | playoff       |
|          | Vin            | Par            | Per            | Tot            | PF             | PS             | Vin     | Per     | Tot     | PF      | PS      | risultato | avversaria    |
| -------- | -------------- | -------------- | -------------- | -------------- | -------------- | -------------- | ------- | ------- | ------- | ------- | ------- | --------- | ------------- |
| 1996     | 1+?            | 0+?            | 3+?            | 6              | 23+?           | 49+?           | -       | -       | -       | -       | -       | -         | -             |
| 1997     | 6              | 0              | 0              | 6              | 192            | 84             | 1       | 1       | 2       | 56      | 69      | Youngbowl | Duchi Ferrara |
| Totale   | 7+?            | 0+?            | 3+?            | 12             | 215+?          | 133+?          | 1       | 1       | 2       | 56      | 69      |           |               |

Fonte: Enciclopedia del Football - A cura di Roberto Mezzetti

##### Under 18
| Stagione | regular season | regular season | regular season | regular season | regular season | regular season | playoff | playoff | playoff | playoff | playoff | playoff   | playoff        |
|          | Vin            | Par            | Per            | Tot            | PF             | PS             | Vin     | Per     | Tot     | PF      | PS      | risultato | avversaria     |
| -------- | -------------- | -------------- | -------------- | -------------- | -------------- | -------------- | ------- | ------- | ------- | ------- | ------- | --------- | -------------- |
| 1995     | 1+?            | 0+?            | 0+?            | 3              | 30+?           | 8+?            | 1+?     | 0+?     | 1+?     | 30+?    | 78+?    | Youthbowl | Marlins Rimini |
| Totale   | 1+?            | 0+?            | 0+?            | 3              | 30+?           | 8+?            | 1+?     | 0+?     | 1+?     | 30+?    | 78+?    |           |                |

Fonte: Enciclopedia del Football - A cura di Roberto Mezzetti

### Riepilogo fasi finali disputate
| Anno | Luogo    | Evento     | Fase del torneo  | Incontro                                | Risultato |
| 1993 | Rimini   | Eightbowl  | Finale           | Marlins Rimini - Lumberjacks Fiuggi     | 24 - 28   |
| 1994 | ?        | Eightbowl  | Semifinale       | Lumberjacks Fiuggi - Skorpions Varese   | 21 - 42   |
| 1995 | Ferrara  | Silverbowl | Finale           | Aquile Ferrara - Lumberjacks Fiuggi     | 34 - 8    |
| 1995 | Magnago  | Superbowl  | Quarti di finale | Frogs Legnano - Lumberjacks Fiuggi      | 40 - 6    |
| 1995 | Rimini   | Youthbowl  | Finale           | Marlins Rimini - Lumberjacks Fiuggi     | 78 - 30   |
| 1997 | Piacenza | Silverbowl | Finale           | Nightmare Piacenza - Springjacks Fiuggi | 21 - 20   |
| 1997 | Ferrara  | Youngbowl  | Finale           | Duchi Ferrara - Springjacks Fiuggi      | 34 - 14   |